# Maret Ani
Maret Ani (ur. 31 stycznia 1982 w Tallinnie) – estońska tenisistka, półfinalistka wielkoszlemowego Australian Open 2004 w grze podwójnej, reprezentantka Estonii w Pucharze Federacji i na letnich igrzyskach olimpijskich. Tenisistka praworęczna z oburęcznym backhandem.

## Kariera tenisowa
Maret Ani rozpoczęła treningi tenisowe w wieku siedmiu lat. W 1998 rozpoczęła występy w turniejach juniorskich Międzynarodowej Federacji Tenisowej. W styczniu 2000 była 165. juniorką świata w grze pojedynczej, a w grudniu 2000 numerem 177. w rankingu deblowym. Jednocześnie była krajową mistrzynią w koszykówce, dopiero w wieku czternastu lat zdecydowała, że będzie zawodową tenisistką. Przeprowadziła się do Włoch trzy lata po tym, jak znalazła sponsora sportowego.
Status profesjonalnej tenisistki otrzymała w 1997 roku. Przez lata była rakietą numer jeden w swoim kraju, do czasu, gdy straciła tę pozycję na rzecz Kai Kanepi. Dopiero w lipcu 2001 po raz pierwszy brała udział w eliminacjach do turnieju WTA, miało to miejsce w Palermo i odpadła w pierwszej rundzie. W sierpniu doszła do trzeciej rundy kwalifikacji do wielkoszlemowego US Open. W lipcu 2002 zadebiutowała w zawodach WTA w Brukseli. W swoim pierwszym oficjalnym meczu pokonała Virginie Razzano 7:5, 6:7(5), 6:2, w drugim uległa Émilie Loit. W sierpniu, po przejściu eliminacji, zadebiutowała w imprezie wielkoszlemowej w US Open, odpadła w pierwszej rundzie.
Na przełomie 2005 i 2006 po serii występów w cyklu Międzynarodowej Federacji Tenisowej i licznych porażkach pierwszych rundach zawodów WTA awansowała do półfinału w Acapulco, notując swój pierwszy ćwierćfinał i półfinał w zawodowej karierze. Przegrała z Flavią Pennettą, ale dostała się do grona stu najlepszych tenisistek globu. Miesiąc później zagrała też w czwartej rundzie w Indian Wells, gdzie wyeliminowała Nathalie Dechy i Marion Bartoli, zatrzymując się na Annie-Lenie Grönefeld. Był to jednak chwilowy przebłysk, jej słabe występy w następnych zawodach spowodowały, że znów znacznie spadła w rankingu. Dopiero po dwóch latach, w kwietniu 2008 ponownie znalazła się w półfinale turnieju WTA w Estoril, pokonała ją Iveta Benešová. W lutym 2009 zagrała w ćwierćfinale w Acapulco. Maret Ani nigdy nie przeszła pierwszej rundy w indywidualnym turnieju wielkoszlemowym. 15 maja 2006 zajmowała najwyższe w karierze, 63. miejsce w singlowym rankingu WTA.
Maret Ani ma większe osiągnięcia w grze podwójnej. Według stanu na 20 lipca 2011 jest finalistką dwóch turniejów WTA, a w notowaniach deblowych z dnia 5 kwietnia 2004 zajmowała 39. miejsce. Obydwa finały osiągnęła w 2003, pierwszy w Estoril z Emmanuelle Gagliardi (przegrały z Petrą Mandulą i Patricią Wartusch), a drugi w Sopocie z Libuše Průšovą (przegrały z Tatianą Perebyjnis i Silviją Talają). Razem z Průšovą osiągnęła półfinał Australian Open 2004. Estonka i Czeszka zatrzymały się wówczas na Swietłanie Kuzniecowej i Jelenie Lichowcewej.
W swoim jedynym występie w grze mieszanej w turnieju wielkoszlemowym odpadła w pierwszej rundzie French Open 2004 w parze z Martinem Dammem po meczu z Jeleną Bowiną i Nenadem Zimonjiciem.
Od 1998 reprezentuje Estonię w rozgrywkach o Puchar Federacji. W 2011 przyczyniła się do awansu swojej reprezentacji do Grupy Światowej II. Bilans jej meczów w tym turnieju to 43-25.
W 2004 i 2008 reprezentowała Estonię w letnich igrzyskach olimpijskich. W grze pojedynczej w Pekinie przegrała w pierwszej rundzie z Lucie Šafářovą. Podobnie zakończyły się jej starty deblowe w parze z rodaczką Kaią Kanepi.

## Życie prywatne
Maret Ani jest córką Andresa, właściciela prywatnej firmy i Mari, trenerki siatkówki. Ma jedną siostrę, Pille i brata Priita. Jej ulubioną nawierzchnią jest twarda, najsilniejsze uderzenia to serwis i forehand. Mówi po estońsku, angielsku i włosku. Mieszka we Włoszech.

## Finały turniejów WTA
| Legenda                | Legenda |
| ---------------------- | ------- |
| Wielki Szlem           |         |
| Igrzyska olimpijskie   |         |
| WTA Tour Championships |         |
| 1988 – 2008            |         |
| Kategoria I            |         |
| Kategoria II           |         |
| Kategoria III          |         |
| Kategoria IV           |         |
| Kategoria V            |         |

### Gra podwójna
| Końcowy wynik | Nr | Data             | Turniej | Nawierzchnia | Partnerka            | Przeciwniczki                     | Wynik finału        |
| ------------- | -- | ---------------- | ------- | ------------ | -------------------- | --------------------------------- | ------------------- |
| Finalistka    | 1. | 13 kwietnia 2003 | Estoril | Ceglana      | Emmanuelle Gagliardi | Petra Mandula Patricia Wartusch   | 7:6(3), 6:7(3), 2:6 |
| Finalistka    | 2. | 2 sierpnia 2003  | Sopot   | Ceglana      | Libuše Průšová       | Tetiana Perebyjnis Silvija Talaja | 4:6, 5:7            |

## Wygrane turnieje rangi ITF
| turnieje z pulą nagród 100 000 $ |
| turnieje z pulą nagród 75 000 $  |
| turnieje z pulą nagród 50 000 $  |
| turnieje z pulą nagród 25 000 $  |
| turnieje z pulą nagród 15 000 $  |
| turnieje z pulą nagród 10 000 $  |

### Gra pojedyncza
|    | Data       | Turniej       | ($)    | Naw.     | Finalistka           | Wynik            |
| 1. | 17/10/2005 | Saint-Raphaël | 50 000 | twarda   | Mara Santangelo      | 6:3, 7:5         |
| 2. | 22/01/2007 | Capriolo      | 25 000 | dywanowa | Carmen Klaschka      | 2:6, 6:1, 6:1    |
| 3. | 07/02/2007 | Tipton        | 25 000 | twarda   | Elise Tamaela        | 5:7, 7:6(3), 7:5 |
| 4. | 26/03/2007 | Patras        | 25 000 | twarda   | Mervana Jugić-Salkić | 5:4 krecz        |
| 5. | 02/04/2007 | Putignano     | 25 000 | twarda   | Carmen Klaschka      | 7:6(8), 6:4      |
| 6. | 01/10/2005 | Troy          | 50 000 | twarda   | Stéphanie Dubois     | 3:6, 6:4, 6:2    |
| 7. | 01/11/2009 | Stambuł       | 25 000 | twarda   | Johanna Larsson      | 7:5, 6:7(5), 6:2 |